# Championnat du monde B masculin de handball 1987
Navigation
Mondial B 1985 Mondial B 1989
Le Championnat du monde B masculin de handball a eu lieu du 17 au 28 février 1987 en Italie. C'est la 6e édition de cette épreuve.
Véritable division 2 du handball mondial, les meilleures équipes du Championnat du monde B obtenaient ainsi leurs billets pour le Championnat du monde A tandis que les moins bonnes équipes étaient reléguées dans un Championnat du monde C qui a existé entre 1976 et 1990.
L'URSS remporte la compétition et se qualifie pour les Jeux olympiques de Séoul en compagnie de la Tchécoslovaquie, finaliste.

## Présentation de la compétition

### Lieux de la compétition
| \| Bolzano Bressanone Mérano Rovereto \| Localisation des villes hôtes. |
| Bolzano Bressanone Mérano Rovereto                                      |

La Province autonome de Bolzano ou Tyrol du Sud.

La compétition se déroule sur quatre villes du Tyrol du Sud, province majoritairement germanophone : Bolzano, Mérano, Bressanone et Rovereto.

### Équipes qualifiées
| Nation               | Motif de qualification                     | Rang                           |
| -------------------- | ------------------------------------------ | ------------------------------ |
| Italie               | Pays hôte                                  | -                              |
| Allemagne de l'Ouest | Relégation du · Championnat du monde 1986  | 7e                             |
| Danemark             | Relégation du · Championnat du monde 1986  | 8e                             |
| Roumanie             | Relégation du · Championnat du monde 1986  | 9e                             |
| Union soviétique     | Relégation du · Championnat du monde 1986  | 10e                            |
| Suisse               | Relégation du · Championnat du monde 1986  | 11e                            |
| Tchécoslovaquie      | Relégation du · Championnat du monde 1986  | 13e                            |
| Pologne              | Relégation du · Championnat du monde 1986  | 14e                            |
| Norvège              | Maintien du · Championnat du monde B 1985  | 7e                             |
| Bulgarie             | Maintien du · Championnat du monde B 1985  | 8e                             |
| Finlande             | Maintien du · Championnat du monde B 1985  | 9e                             |
| France               | Accession du · Championnat du monde C 1986 | 1er                            |
| Tunisie              | Championnat d'Afrique 1985                 | 2e                             |
| États-Unis           | Championnat panaméricain 1985              | 2e                             |
| Brésil               | Championnat panaméricain 1985              | 3e                             |
| Japon                | motif de qualification inconnu             | motif de qualification inconnu |

### Tirage au sort
Le tirage au sort a eu lieu le 14 juin 1986 à Syracuse :
- Poule A : Roumanie, Pologne, Finlande, Italie
- Poule B : URSS, Norvège, France, représentant asiatique
- Poule C : Danemark, Suisse, Bulgarie, Tunisie
- Poule D : RFA, Tchécoslovaquie, États-Unis et représentant américain

## Tour préliminaire
Légende
- Qualifié pour le tour final
- Qualifié pour la poule de classement 13-16

### Groupe A
|   | Équipe   | Pts | J | G | N | P | Bp | Bc | Diff |
| - | -------- | --- | - | - | - | - | -- | -- | ---- |
| 1 | Pologne  | 6   | 3 | 3 | 0 | 0 | 82 | 60 | 22   |
| 2 | Roumanie | 4   | 3 | 2 | 0 | 1 | 73 | 64 | 9    |
| 3 | Italie   | 1   | 3 | 0 | 1 | 2 | 49 | 62 | -13  |
| 4 | Finlande | 1   | 3 | 0 | 1 | 2 | 65 | 83 | -18  |

| Date            | Lieu     | Équipe 1 | Score         | Équipe 2 |
| --------------- | -------- | -------- | ------------- | -------- |
| 17 février 1987 | Rovereto | Pologne  | 20-16 (12-4)  | Italie   |
| 17 février 1987 | Rovereto | Roumanie | 29-23 (17-9)  | Finlande |
| 18 février 1987 | Rovereto | Roumanie | 23-14 (12-6)  | Italie   |
| 18 février 1987 | Rovereto | Pologne  | 35-23 (17-10) | Finlande |
| 20 février 1987 | Rovereto | Italie   | 19-19 (10-7)  | Finlande |
| 20 février 1987 | Rovereto | Pologne  | 27-21 (12-9)  | Roumanie |

### Groupe B
|   | Équipe           | Pts | J | G | N | P | Bp | Bc | Diff |
| - | ---------------- | --- | - | - | - | - | -- | -- | ---- |
| 1 | Union soviétique | 6   | 3 | 3 | 0 | 0 | 92 | 58 | 34   |
| 2 | France           | 4   | 3 | 2 | 0 | 1 | 69 | 74 | -5   |
| 3 | Norvège          | 2   | 3 | 1 | 0 | 2 | 72 | 80 | -8   |
| 4 | Japon            | 0   | 3 | 0 | 0 | 3 | 58 | 79 | -21  |

| Date            | Lieu    | Équipe 1         | Score        | Équipe 2 |
| --------------- | ------- | ---------------- | ------------ | -------- |
| 17 février 1987 | Bolzano | Norvège          | 24-22 (9-11) | Japon    |
| 17 février 1987 | Bolzano | Union soviétique | 29-19 (14-8) | France   |
| 18 février 1987 | Bolzano | France           | 26-23 (13-9) | Norvège  |
| 18 février 1987 | Bolzano | Union soviétique | 31-14 (14-7) | Japon    |
| 20 février 1987 | Bolzano | France           | 24-22 (10-9) | Japon    |
| 20 février 1987 | Bolzano | Union soviétique | 32-25 (18-7) | Norvège  |

Matchs de l'équipe de France
- URSS b. France : 29-19 (14-8).

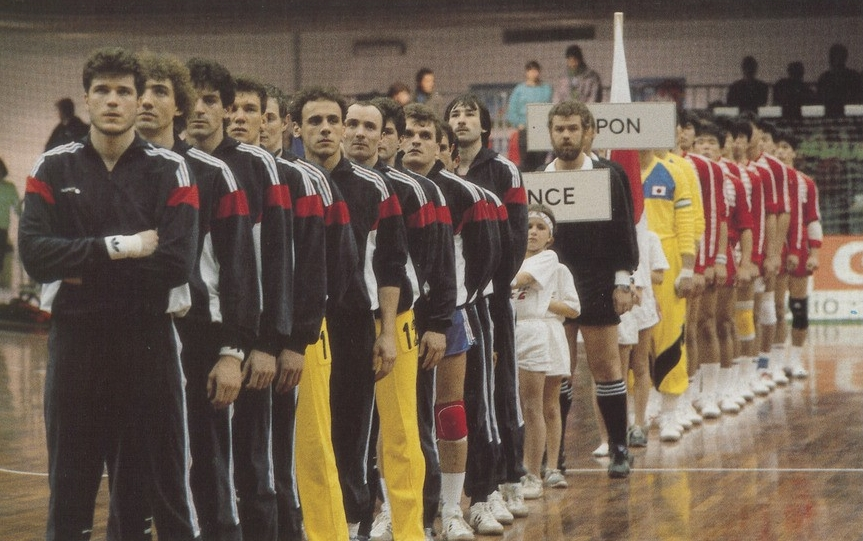
La France face au Japon.

  - URSS : Toutchkine (1), Rimanov (2), Sviridenko (2), Tyoumentsev (es) (2), Vassiliev (5), Chevtsov (6), Waluzkas  (3), Novickis (1), Gopine (7).
  - France: G. Derot (1), Debureau (3), Lasfont (5), Gaffet (6), Esparre (1), Gardent (1), Néguédé (2).
- France b. Norvège : 26-23 (13-9).
  - France : Médard (1), G. Derot (1), Serinet (4), Gaffet (5), Portes (5), Perreux (5), Gardent (5).
  - Norvège : Svele (3), Pettersen (6), Kjenndalen (6), Severeide (2), Hanstad (1), Akero (1), Luthcke (3), Larsen (1).
- France b. Japon : 24-22 (10-9).
  - France : G. Derot (4), Mahé (1), Debureau (3), Serinet (3), Gaffet (1), Esparre (1), Portes (3), Perreux (1), Gardent (7).
  - Japon: Nishiyama (4), Shudo (1), Sakamaki (7), Tachiki (5), Miyashita (4), Okuda

### Groupe C
|   | Équipe   | Pts | J | G | N | P | Bp | Bc | Diff |
| - | -------- | --- | - | - | - | - | -- | -- | ---- |
| 1 | Danemark | 5   | 3 | 2 | 1 | 0 | 68 | 46 | 22   |
| 2 | Suisse   | 5   | 3 | 2 | 1 | 0 | 56 | 50 | 6    |
| 3 | Bulgarie | 2   | 3 | 1 | 0 | 2 | 53 | 62 | -9   |
| 4 | Tunisie  | 0   | 3 | 0 | 0 | 3 | 54 | 73 | -19  |

| Date            | Lieu   | Équipe 1 | Score        | Équipe 2 |
| --------------- | ------ | -------- | ------------ | -------- |
| 17 février 1987 | Mérano | Suisse   | 24-19 (12-9) | Tunisie  |
| 17 février 1987 | Mérano | Danemark | 25-16 (13-5) | Bulgarie |
| 19 février 1987 | Mérano | Danemark | 28-15 (11-5) | Tunisie  |
| 19 février 1987 | Mérano | Suisse   | 17-16 (8-8)  | Bulgarie |
| 20 février 1987 | Mérano | Bulgarie | 21-20 (13-9) | Tunisie  |
| 20 février 1987 | Mérano | Danemark | 15-15 (8-8)  | Suisse   |

### Groupe D
|   | Équipe               | Pts | J | G | N | P | Bp | Bc | Diff |
| - | -------------------- | --- | - | - | - | - | -- | -- | ---- |
| 1 | Tchécoslovaquie      | 6   | 3 | 3 | 0 | 0 | 88 | 49 | 39   |
| 2 | Allemagne de l'Ouest | 4   | 3 | 2 | 0 | 1 | 82 | 60 | 22   |
| 3 | États-Unis           | 2   | 3 | 1 | 0 | 2 | 51 | 62 | -11  |
| 4 | Brésil               | 0   | 3 | 0 | 0 | 3 | 46 | 96 | -50  |

| Date            | Lieu       | Équipe 1             | Score         | Équipe 2             |
| --------------- | ---------- | -------------------- | ------------- | -------------------- |
| 17 février 1987 | Bressanone | Tchécoslovaquie      | 39-10 (23-4)  | Brésil               |
| 17 février 1987 | Bressanone | Allemagne de l'Ouest | 24-13 (8-7)   | États-Unis           |
| 19 février 1987 | Bressanone | Tchécoslovaquie      | 25-16 (10-7)  | États-Unis           |
| 19 février 1987 | Bressanone | Allemagne de l'Ouest | 35-23 (17-12) | Brésil               |
| 20 février 1987 | Bressanone | États-Unis           | 22-13 (9-8)   | Brésil               |
| 20 février 1987 | Bressanone | Tchécoslovaquie      | 24-23 (12-10) | Allemagne de l'Ouest |

## Tour principal
Les résultats du tour préliminaire entre les équipes d'un même groupe sont conservés.
Légende
- Qualifié pour la finale
- Qualifié pour le match pour la 3e place

### Groupe I
|   | Équipe           | Pts | J | G | N | P | Bp  | Bc  | Diff |
| - | ---------------- | --- | - | - | - | - | --- | --- | ---- |
| 1 | Union soviétique | 10  | 5 | 5 | 0 | 0 | 151 | 105 | 46   |
| 2 | Pologne          | 8   | 5 | 4 | 0 | 1 | 139 | 116 | 23   |
| 3 | Roumanie         | 6   | 5 | 3 | 0 | 2 | 124 | 116 | 8    |
| 4 | France           | 3   | 5 | 1 | 1 | 3 | 106 | 130 | -24  |
| 5 | Norvège          | 2   | 5 | 1 | 0 | 4 | 122 | 142 | -20  |
| 6 | Italie           | 1   | 5 | 0 | 1 | 4 | 81  | 114 | -33  |

| Date            | Lieu       | Équipe 1         | Score         | Équipe 2 |
| --------------- | ---------- | ---------------- | ------------- | -------- |
| 22 février 1987 | Bolzano    | Roumanie         | 27-19 (14-12) | France   |
| 22 février 1987 | Mérano     | Pologne          | 34-24 (17-13) | Norvège  |
| 22 février 1987 | Bressanone | Union soviétique | 27-12 (15- 3) | Italie   |
| 24 février 1987 | Rovereto   | Norvège          | 24-19 (12- 9) | Italie   |
| 24 février 1987 | Rovereto   | Pologne          | 31-22 (17- 9) | France   |
| 24 février 1987 | Mérano     | Union soviétique | 30-22 (15- 8) | Roumanie |
| 26 février 1987 | Rovereto   | France           | 20-20 (10- 9) | Italie   |
| 26 février 1987 | Rovereto   | Union soviétique | 33-27 (13-10) | Pologne  |
| 26 février 1987 | Mérano     | Roumanie         | 31-26 (12-14) | Norvège  |

Matchs de l'équipe de France
- Roumanie b. France : 27-19 (14-12).
  - Roumanie : Stîngă (6), Ghimes (2), Flangea (2), Berbece (11), Porumb (1), Bedivan (3), Dogărescu (2).
  - France : Perez (1), G. Derot (3), Mahé (2), Debureau (4), Gaffet (2), Portes (2), Perreux (1), Gardent (4).
- Pologne b. France : 31-22 (77-9).
  - Pologne : Mloczynski (1), A. Tłuczyński (pl) (9), Plechoć (4), Wenta (3), Waskiewicz (6), Antczak (1), Z. Tłuczyński (pl) (4), Klempel (3).
  - France : G. Derot (2), Debureau (6), Hager (2), Gaffet (7), Gardent (3), Huet (2).
- Italie et France : 20-20 (70-9).
  - Italie : Gilzl (1), Alliney (5), Massotti (3), Scozzese (1), Chionchio (10).
  - France : G. Derot (3), Serinet (4), Gaffet (4), Esparre (1), Portes (2), Perreux (4), Gardent (2).

### Groupe II
|   | Équipe               | Pts | J | G | N | P | Bp  | Bc  | Diff |
| - | -------------------- | --- | - | - | - | - | --- | --- | ---- |
| 1 | Tchécoslovaquie      | 9   | 5 | 4 | 1 | 0 | 113 | 99  | 14   |
| 2 | Allemagne de l'Ouest | 8   | 5 | 4 | 0 | 1 | 117 | 89  | 28   |
| 3 | Suisse               | 5   | 5 | 2 | 1 | 2 | 94  | 83  | 11   |
| 4 | Danemark             | 5   | 5 | 2 | 1 | 2 | 100 | 92  | 8    |
| 5 | Bulgarie             | 3   | 5 | 1 | 1 | 3 | 92  | 107 | -15  |
| 6 | États-Unis           | 0   | 5 | 0 | 0 | 5 | 73  | 119 | -46  |

| Date            | Lieu       | Équipe 1             | Score         | Équipe 2   |
| --------------- | ---------- | -------------------- | ------------- | ---------- |
| 22 février 1987 | Bolzano    | Danemark             | 23-15 (8-7)   | États-Unis |
| 22 février 1987 | Mérano     | Tchécoslovaquie      | 21-21 (10-8)  | Bulgarie   |
| 22 février 1987 | Bressanone | Allemagne de l'Ouest | 22-17 (9-10)  | Suisse     |
| 24 février 1987 | Mérano     | Bulgarie             | 21-19 (10-6)  | États-Unis |
| 24 février 1987 | Bressanone | Allemagne de l'Ouest | 23-17 (11-12) | Danemark   |
| 24 février 1987 | Bolzano    | Tchécoslovaquie      | 20-19 (11-7)  | Suisse     |
| 26 février 1987 | Bressanone | Allemagne de l'Ouest | 25-18 (12-6)  | Bulgarie   |
| 26 février 1987 | Bressanone | Tchécoslovaquie      | 23-20 (10-11) | Danemark   |
| 26 février 1987 | Bolzano    | Suisse               | 26-10 (11-5)  | États-Unis |

À noter que la première place de la Tchécoslovaquie, qualificative pour les JO de Séoul, tient notamment à deux victoires d'un but face à l'Allemagne de l'Ouest et face à la Suisse ainsi qu'un match nul face à la Bulgarie.

### Poule de classement 13-16
|    | Équipe   | Pts | J | G | N | P | Bp  | Bc | Diff |
| -- | -------- | --- | - | - | - | - | --- | -- | ---- |
| 13 | Finlande | 6   | 3 | 3 | 0 | 0 | 105 | 75 | 30   |
| 14 | Japon    | 2   | 3 | 1 | 0 | 2 | 72  | 74 | -2   |
| 15 | Tunisie  | 2   | 3 | 1 | 0 | 2 | 73  | 81 | -8   |
| 16 | Brésil   | 2   | 3 | 1 | 0 | 2 | 68  | 88 | -20  |

| Date            | Lieu       | Équipe 1 | Score         | Équipe 2 |
| --------------- | ---------- | -------- | ------------- | -------- |
| 22 février 1987 | Bressanone | Finlande | 32-23 (16-14) | Tunisie  |
| 22 février 1987 | Rovereto   | Japon    | 23-16 (8-6)   | Brésil   |
| 24 février 1987 | Bressanone | Tunisie  | 25-22 (8-15)  | Japon    |
| 24 février 1987 | Bolzano    | Finlande | 40-25 (19-8)  | Brésil   |
| 24 février 1987 | Mérano     | Finlande | 33-27 (15-12) | Japon    |
| 24 février 1987 | Bolzano    | Brésil   | 27-25 (9-11)  | Tunisie  |

## Tour final
| Match                   | Date            | Lieu       | Équipe 1         | Score         | Équipe 2             |
| ----------------------- | --------------- | ---------- | ---------------- | ------------- | -------------------- |
| Finale                  | 28 février 1987 | Bolzano    | Union soviétique | 23-18 (12-9)  | Tchécoslovaquie      |
| Match pour la 3e place  | 27 février 1987 | Bressanone | Pologne          | 24-20 (13-8)  | Allemagne de l'Ouest |
| Match pour la 5e place  | 27 février 1987 | Rovereto   | Roumanie         | 22-19 (12-12) | Suisse               |
| Match pour la 7e place  | 27 février 1987 | Mérano     | Danemark         | 23-19 (12-10) | France               |
| Match pour la 9e place  | 27 février 1987 | Mérano     | Norvège          | 29-26 (14-11) | Bulgarie             |
| Match pour la 11e place | 28 février 1987 | Bolzano    | États-Unis       | 20-17 (12-9)  | Italie               |

Finale
- URSS b. Tchécoslovaquie 23-16 (12-9).
  - URSS : Toutchkine (5), Rimanov (5), Karchakevitch (4), Sviridenko (1), Tioumentsev (de) (1), Vassiliev (3), Chevtsov (3), Novickis (1).
  - Tchécoslovaquie : Bajgar (1), Sovadina (3), Kotrč (4), Brestovanský (4), Jiránek (3), Novák (1).

Match pour la 7e place
- Danemark b. France : 23-19 (12-10).
  - Danemark : Rasmussen (4), Nielsen (5), Jorgensen (1), Simonsen (2), Mertz (6), Fenger (1), Andersen (3), Skaarup (1).
  - France : Mahé (3), Debureau (3), Serinet (1), Hager (1), Gaffet (5), Esparre (2), Perreux (1), Gardent (2), Néguédé (1).

## Classement final
|    | Équipe               | Pts | J | G | N | P | Bp  | Bc  | Diff |
| -- | -------------------- | --- | - | - | - | - | --- | --- | ---- |
| 1  | Union soviétique     | -   | 7 | 7 | 0 | 0 | 205 | 137 | 68   |
| 2  | Tchécoslovaquie      | -   | 7 | 5 | 1 | 1 | 170 | 132 | 38   |
| 3  | Pologne              | -   | 7 | 6 | 0 | 1 | 198 | 159 | 39   |
| 4  | Allemagne de l'Ouest | -   | 7 | 5 | 0 | 2 | 172 | 136 | 36   |
| 5  | Roumanie             | -   | 7 | 5 | 0 | 2 | 175 | 158 | 17   |
| 6  | Suisse               | -   | 7 | 3 | 1 | 3 | 137 | 124 | 13   |
| 7  | Danemark             | -   | 7 | 4 | 1 | 2 | 151 | 126 | 25   |
| 8  | France               | -   | 7 | 2 | 1 | 4 | 149 | 175 | -26  |
| 9  | Norvège              | -   | 7 | 3 | 0 | 4 | 175 | 190 | -15  |
| 10 | Bulgarie             | -   | 7 | 2 | 1 | 4 | 139 | 156 | -17  |
| 11 | États-Unis           | -   | 7 | 2 | 0 | 5 | 115 | 149 | -34  |
| 12 | Italie               | -   | 7 | 0 | 2 | 5 | 117 | 153 | -36  |
| 13 | Finlande             | -   | 6 | 3 | 1 | 2 | 170 | 158 | 12   |
| 14 | Japon                | -   | 6 | 1 | 0 | 5 | 130 | 153 | -23  |
| 15 | Tunisie              | -   | 6 | 1 | 0 | 5 | 127 | 154 | -27  |
| 16 | Brésil               | -   | 6 | 1 | 0 | 5 | 114 | 184 | -70  |

- Qualifié pour les Jeux olympiques de 1988.
- Maintien dans le Championnat du monde B 1989.
- Relégué dans le Championnat du monde C 1988.

Les deux premières équipes sont qualifiées pour les Jeux olympiques de 1988
Les deux dernières équipes européennes sont reléguées dans le Championnat du monde C 1988.

## Statistiques et récompenses

### Meilleurs buteurs
Le titre de meilleur buteur est revenu à un deux Finlandais, Jan Ronnberg et Mikaël Kallman qui ont inscrit chacun 50 buts. Le
classement général est le suivant, :
| Rang | Joueur               | Nationalité          | Buts |
| ---- | -------------------- | -------------------- | ---- |
| 1    | Jan Rönnberg         | Finlande             | 50   |
| 1    | Mikael Källman (de)  | Finlande             | 50   |
| 3    | Francesco Chionchio  | Italie               | 49   |
| 4    | Dumitru Berbece      | Roumanie             | 43   |
| 5    | Vasile Stîngă        | Roumanie             | 42   |
| 6    | Bogdan Wenta         | Pologne              | 40   |
| 7    | Alexandre Toutchkine | Union soviétique     | 39   |
| 8    | Jochen Fraatz (de)   | Allemagne de l'Ouest | 36   |
| 9    | Erik Veje Rasmussen  | Danemark             | 36   |
| 10   | Iouri Chevtsov       | Union soviétique     | 35   |

Concernant la France, Bernard Gaffet et Philippe Gardent ont été les deux joueurs français les plus constants durant ce Mondial : Bernard Gaffet (30 dont 10 penalties), Philippe Gardent (24), Philippe Debureau (19), Gilles Derot (15), Jean-Michel Serinet et Thierry Perreux (12), Alain Portes (11), Pascal Mahé (6, dont 4 pen.), Christophe Esparre et Patrick Lasfont (5), Daniel Hager et David Néguédé (3), Stéphane Huet (2), Philippe Médard et Frédéric Perez (1).

### Prix du fair-play
Le classement général du fair play, établi selon le nombre d'exclusions de deux minutes reçues, est :
| Rang | Pays                 | Suspension |
| ---- | -------------------- | ---------- |
| 1    | Tunisie              | 19         |
| 1    | Brésil               | 19         |
| 3    | Finlande             | 23         |
| 4    | France               | 25         |
| 5    | Pologne              | 26         |
| 5    | Allemagne de l'Ouest | 26         |
| 7    | Japon                | 30         |
| 8    | Roumanie             | 32         |
| 8    | Bulgarie             | 32         |
| 10   | Suisse               | 33         |
| 10   | Tchécoslovaquie      | 33         |
| 12   | Union soviétique     | 41         |
| 13   | Danemark             | 43         |
| 14   | États-Unis           | 44         |
| 15   | Norvège              | 55         |
| 16   | Italie               | 88         |

Concernant la France, ils sont dix à avoir été sanctionnés : Hager et Mahé (5), Derot (4 dont une disqualifiante), Perreux (3), Serinet et Gardent (2), Portes, Esparre, Gaffet et Medard (1).

## Effectifs
L'effectif de la France était :